# Plaza de Ramales

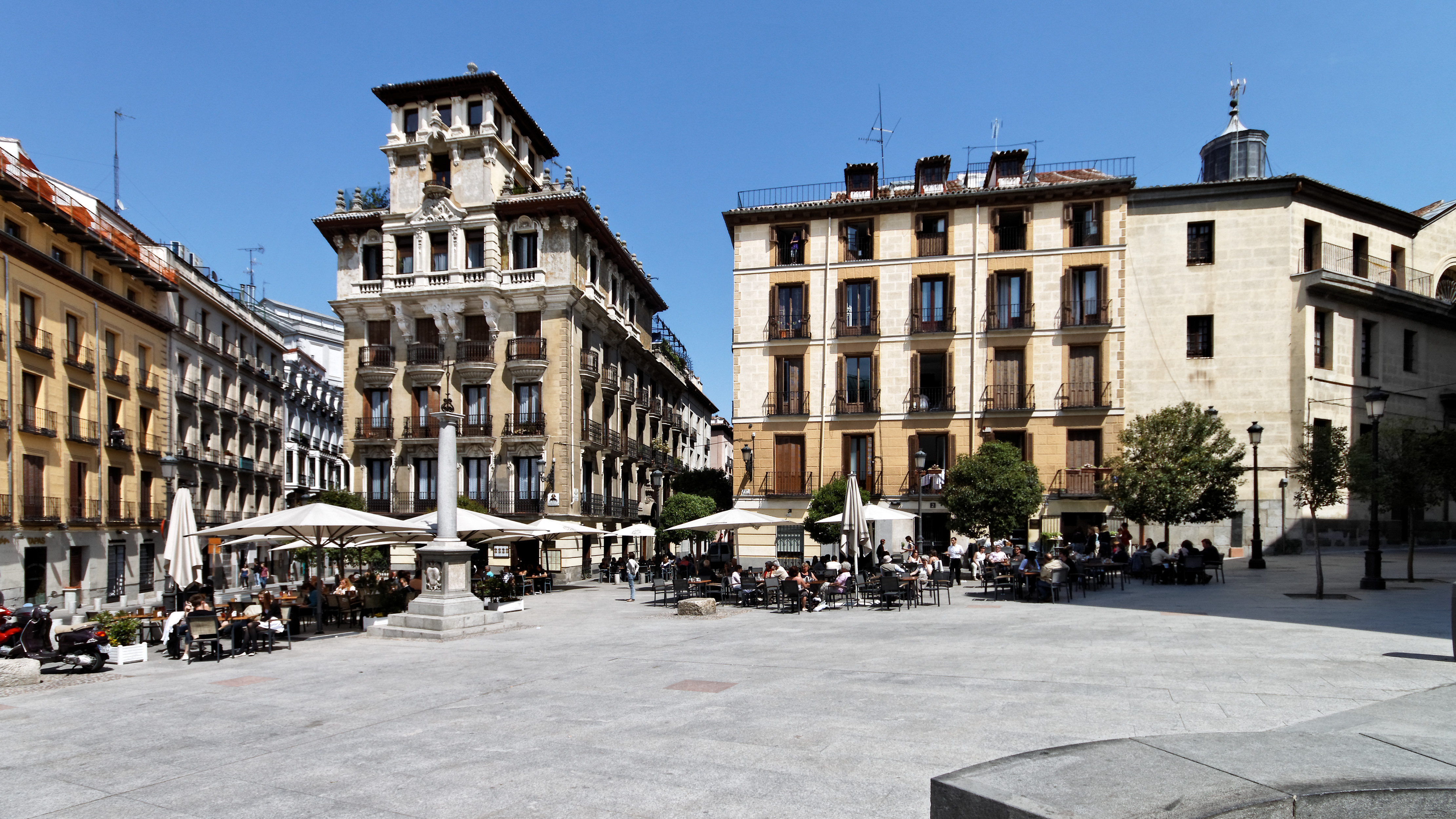
Vista del 'tridente' de la Plaza de Ramales.

La plaza de Ramales es un espacio urbano creado entre 1810 y 1811 en el Madrid de los Austrias como plaza de San Juan por la iglesia del mismo nombre, considerada la primera que se levantó en Madrid, en el siglo xii. En 1841 tomó el nombre de Ramales en recuerdo de la batalla de Ramales, librada en 1839 y que enfrentó al general isabelino Espartero con el pretendiente Carlos V de Borbón, durante la Primera Guerra Carlista. En la desaparecida iglesia de San Juan tuvo enterramiento el pintor Diego Velázquez.

## Historia

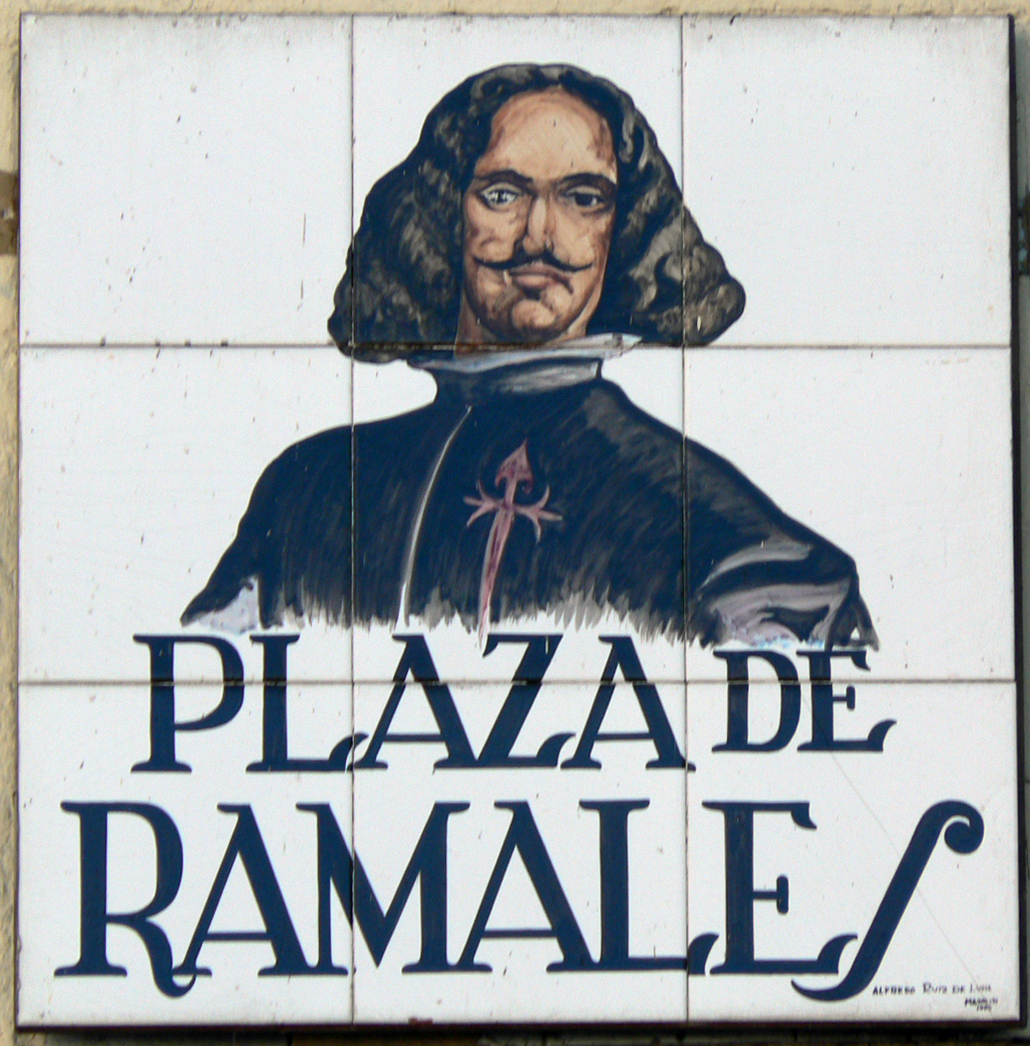
Velázquez en el rótulo de azulejos de la plazuela.

El espacio de la plaza se creó durante el reinado de José Bonaparte, tras los derribos de comienzos del siglo xix para sanear la capital española. Con ello desaparecieron el convento de Santa Clara (en la calle de Santa Clara, donde hoy nace la de la Amnistía) y la aludida iglesia de San Juan –consagrada en 1254 por fray Roberto, obispo silvense, previa licencia del arzobispo de Toledo. En este templo, que llegó a ser parroquia del Alcázar de Madrid, y en la capilla perteneciente a la Orden de Santiago, fue enterrado Diego Velázquez. Con posterioridad, se levantó en el centro de la plaza una columna con la cruz de Santiago en recuerdo del pintor sevillano.
La plaza está flanqueada por dos residencias palaciegas. La de mayor antigüedad es la Casa-palacio de Domingo Trespalacios, obra del arquitecto Andrés Díaz Carnicero, fechada en 1768. Por su parte, la Casa-palacio de Ricardo Augustín se comenzó en 1920 y se terminó dos años después. Destaca por su torreón superior, de aires medievales, y por sus pinturas murales, que decoran los exteriores de las plantas más altas.
En 2005, al llevarse a cabo la remodelación de la plaza como espacio peatonal quedó labrada en el enlosado la silueta del ábside y parte de la iglesia del antiguo templo de San Juan.